# أل فايس
أل فايس (بالإنجليزية: Al Weis)‏ هو لاعب كرة قاعدة أمريكي، ولد في 2 أبريل 1938 في فرانكلين سكوير في الولايات المتحدة.

## وصلات خارجية
- أل فايس على موقع دوري كرة القاعدة الرئيسي (الإنجليزية)
- أل فايس على موقعبيزبول رفرنس.كوم (الدوري الرئيسي) (الإنجليزية)
- أل فايس على موقعبيزبول رفرنس.كوم (الدوري الثانوي) (الإنجليزية)
- أل فايس على موقع جمعية أبحاث البيسبول الأمريكية (الإنجليزية)
- أل فايس على موقع إي إس بي إن.كوم (أم.أل.بي) (الإنجليزية)
- أل فايس على موقع مشجعي الرسوم البيانية (الإنجليزية)